# Фридрих Вилхелм фон Дьонхоф
Фридрих Вилхелм фон Дьонхоф (на немски: Friedrich Wilhelm Graf von Dönhoff; * 8 февруари 1723; † 1 декември 1774 ) е граф от полско-пруския благороднически род фон Дьонхоф във Варминско-Мазурско войводство, Полша, пруски генерал-майор.
Той е син на граф Александер фон Дьонхоф (1683 – 1742), пруски генерал-лейтенант и доверно лице на крал Фридрих Вилхелм I. Майка му е графиня Шарлота фон Блументал (1701 – 1761), дъщеря на граф Адам Лудвиг фон Блументал (1666 – 1704) и София Вилхелмина фон Шьонинг (1686 – 1730). Внук е на граф Фридрих фон Дьонхоф (1639 – 1696) и фрайин Елеонора Катарина Елизабет фон Шверин (1646 – 1696), дъщеря на фрайхер Ото фон Шверин (1616 – 1679).

## Фамилия
Фридрих Вилхелм фон Дьонхоф се жени на 8 август 1766 г. за фрайин Анна София Шарлота фон Лангерман (* 16 май 1740, Дуисбург; † 31 август 1793), дъщеря на пруския генерал-майор Адолф Фридрих фон Лангерман (1695 – 1757) и Кристиана Юлиана фон Рибен (* 1719). Те имат една дъщеря:
- София Юлиана Фридерика Вилхелмина фон Дьонхоф (* 17 октомври 1768; † 28 януари 1834 или 1838), омъжена на 11 април 1790 г. (морганатичен брак) за пруския крал Фридрих Вилхелм II (* 25 септември 1744, Берлин; † 16 декември 1797, Потсдам), пруски крал (1786 – 1797); раздяла юни 1792

- Дъщеря му графиня София фон Дьонхоф

Вдовицата му Анна София Шарлота фон Лангерман (1740 – 1793) се омъжва втори път на 27 декември 1775 г. за граф Йонас цу Ойленбург (* 31 декември 1732; † 12 март 1792).